# Internet Hall of Fame
Die Internet Hall of Fame wurde 2012 von der Internet Society ins Leben gerufen, um Persönlichkeiten zu ehren, die wesentliche Beiträge zur Entstehung und Weiterentwicklung des Internets machten und seine weltweite Verfügbarkeit ermöglichten.

## Geschichte
Die Internet Hall of Fame wurde am 23. April 2012 auf der „Global INET“-Konferenz in Genf von der Internet Society anlässlich ihres zwanzigsten Jahrestages geschaffen. Bei dieser Gelegenheit wurden die ersten 33 Persönlichkeiten in die Internet Hall of Fame aufgenommen.
2013 folgten 32 weitere Persönlichkeiten. Die Zeremonie fand am 3. August 2013 in Berlin statt. Ursprünglich war Istanbul für die Feierlichkeiten vorgesehen, doch musste wegen der anhaltenden Proteste gegen die türkische Regierung ein anderer Veranstaltungsort gewählt werden.
2014 kamen 24 neue Mitglieder in die Internet Hall of Fame. Sie wurden am 8. April 2014 in Hongkong bekanntgegeben.
2017 wurden weitere 14 Mitglieder aufgenommen. Erstmals wurden in der Kategorie Pioneers keine Mitglieder aufgenommen. Die Bekanntgabe erfolgte am 18. September 2017 an der University of California, Los Angeles (UCLA), wo nahezu 50 Jahre zuvor die erste Nachricht über das Arpanet, Vorläufer des Internet, verschickt worden war.
Am 27. September 2019 wurden 11 neue Mitglieder in die Internet Hall of Fame aufgenommen. Die Zeremonie fand in San José in Costa Rica statt.
Am 14. Dezember 2021 wurden in einer Online-Veranstaltung weitere 21 Mitglieder aufgenommen.

## Mitglieder der Internet Hall of Fame
Die Aufnahme in die Internet Hall of Fame erfolgte bis 2017 in drei Kategorien (2017 in zwei davon):
- Pioneers (Pioniere): Persönlichkeiten aus aller Welt, die bedeutende Beiträge zu Entwurf und Entwicklung des Internets leisteten.
- Global Connectors (Globale Verbinder): Persönlichkeiten aus aller Welt, die bedeutende Beiträge zu Wachstum und Nutzung des Internets leisteten.
- Innovators (Innovatoren): Persönlichkeiten, die herausragende technologische, kommerzielle oder politische Fortschritte erzielten und halfen, die Reichweite des Internets zu erweitern.

Ein Asterisk (*) kennzeichnet postume Aufnahmen in die Internet Hall of Fame.

## 2012
| Pioneers - Paul Baran* - Vint Cerf - Danny Cohen - Steve Crocker - Donald Davies* - Elizabeth J. Feinler - Charles Herzfeld - Robert E. Kahn - Peter T. Kirstein - Leonard Kleinrock - John Klensin - Jon Postel* - Louis Pouzin - Lawrence Roberts | Global Connectors - Randy Bush - Kilnam Chon - Al Gore - Nancy Hafkin - Geoff Huston - Brewster Kahle - Daniel Karrenberg - Toru Takahashi - Tan Tin Wee | Innovators - Mitchell Baker - Tim Berners-Lee - Robert Cailliau - Van Jacobson - Lawrence Landweber - Paul Mockapetris - Craig Newmark - Raymond Tomlinson - Linus Torvalds - Philip Zimmermann |

## 2013
| Pioneers - David Clark - David Farber - Howard Frank - Kanchana Kanchanasut - J. C. R. Licklider* - Robert Metcalfe - Jun Murai - Kees Neggers - Nii Quaynor - Glenn Ricart - Robert W. Taylor - Stephen Wolff - Werner Zorn | Global Connectors - Karen Banks - Gihan Dias - Anriette Esterhuysen - Steve Goldstein - Teus Hagen - Ida Holz - Hu Qiheng - Haruhisa Ishida* - Barry Leiner* - George Sadowsky | Innovators - Marc Andreessen - John Perry Barlow - François Flückiger - Stephen Kent - Anne-Marie Eklund Löwinder - Henning Schulzrinne - Richard Stallman - Aaron Swartz* - Jimmy Wales |

## 2014
| Pioneers - Douglas Engelbart* - Susan Estrada - Frank Heart - Dennis Jennings - Rolf Nordhagen* - Radia Perlman | Global Connectors - Dai Davies - Demi Getschko - Masaki Hirabaru* - Erik Huizer - Steven Huter - Abhaya Induruwa - Dorcas Muthoni - Mahabir Pun - Srinivasan Ramani - Michael Roberts - Ben Segal - Douglas Van Houweling | Innovators - Eric Allman - Eric Bina - Karlheinz Brandenburg - John Cioffi - Hualin Qian - Paul Vixie |

## 2015 und 2016
Keine Aufnahmen verzeichnet.

## 2017
| Global Connectors - Nabil Bukhalid - Ira Fuchs - Shigeki Goto - Mike Jensen - Ermanno Pietrosemoli - Tadao Takahashi - Florencio Utreras - Jianping Wu | Innovators - Jaap Akkerhuis - Yvonne Marie Andrés - Alan Emtage - Ed Krol - Tracy LaQuey Parker - Craig Partridge |

## 2018
Keine Aufnahmen verzeichnet.

## 2019
- Adiel Akplogan
- Kimberly Claffy
- Douglas Comer
- Elise Gerich
- Larry Irving
- Dan Lynch
- Jean Armour Polly
- José Soriano
- Michael Stanton
- Klaas Wierenga
- Suguru Yamaguchi*

## 2020
Keine Aufnahmen verzeichnet.

## 2021
- Carlos Afonso
- Rob Blokzijl
- Hans-Werner Braun
- Frode Greisen
- Jan Gruntorad
- Saul Hahn
- Kim Hubbard
- Rafael (Lito) Ibarra
- Xing Li
- Yngvar G. Lundh
- Dan Kaminsky
- DaeYoung Kim
- Kenneth J. Klingenstein
- Alejandro Pisanty
- Yakov Rekhter
- Philip Smith
- Pål Spilling
- Liane Tarouco
- Virginia Travers
- Dr. George Varghese
- Lixia Zhang

## 2022
Keine Aufnahmen verzeichnet.

## 2023
- Abhay Bhushan
- Laura Breeden
- Ivan Moura Campos
- Steve Cisler
- Peter Eckersley*
- Hartmut Richard Glaser
- Simon S. Lam
- William L. Schrader
- Guy F. de Téramond